# Edward Poynter
Sir Edward John Poynter, RA (Parigi, 20 marzo 1836 – Londra, 26 luglio 1919), è stato un pittore inglese.

## Biografia
Figlio di Ambrose Poynter, da giovane ha frequentato la Ipswich School e il Brighton College, poi continuò ancora gli studi per tutta l'Europa (da Londra a Roma), influenzato da Michelangelo che ammirava, nei suoi viaggi incontrò James McNeill Whistler. Sposò nel 1866 Agnes MacDonald, in seguito Poynter viene eletto presidente dell'accademia reale (la Royal Academy of Arts) dal 1896 e diventò baronetto nel 1902.

## Opere

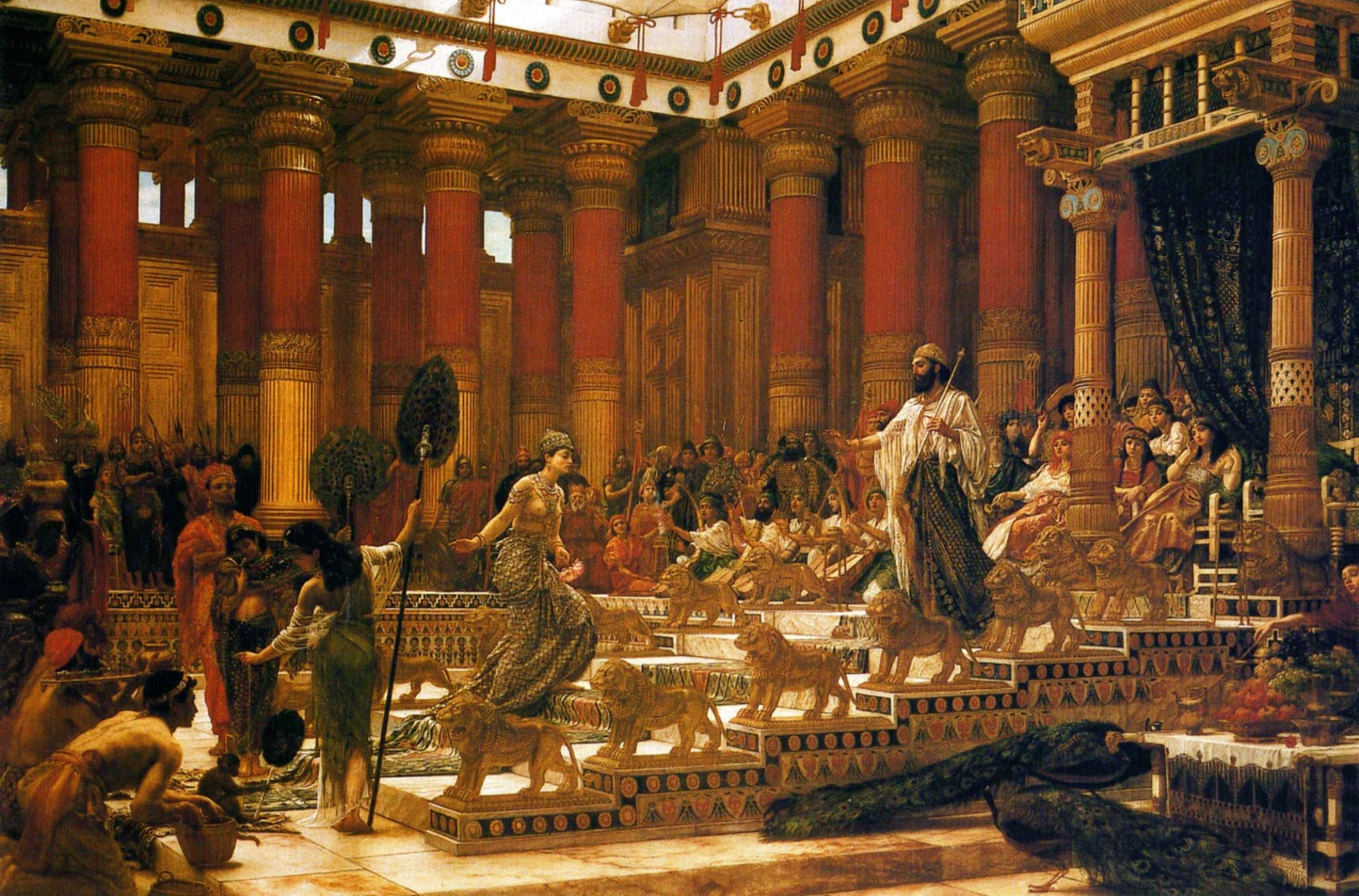
The Visit of the Queen of Sheba to King Solomon (1890)

Famoso per i suoi quadri storici e mitologici fra cui:
- Andromeda (1869)
- Visit of the Queen of Sheba (1871 – 75)
- King Solomon (1890).

Dipinse anche celebrità del momento come Lillie Langtry, dipinto che ebbe Oscar Wilde.